# Ernst-Ruska-Preis
Der Ernst-Ruska-Preis der Deutschen Gesellschaft für Elektronenmikroskopie ist ein seit 1980 vergebener Preis für Elektronenmikroskopie. Er ist nach dem Nobelpreisträger Ernst Ruska benannt und wird in der Regel alle zwei Jahre verliehen.

## Preisträger
- 1980 Nigel Unwin, Richard Henderson
- 1982 Wolfgang Baumeister
- 1984 Helmut Kohl
- 1987 Marin van Heel
- 1989 Hannes Lichte
- 1991 Joachim Zach
- 1993 Yashayuha Talmon, Gerd Knoll
- 1996 W. Owen Saxton, Denis Chrétien
- 2000 Bettina Böttcher, Stephen Fuller, Marian Mankos
- 2005 Andreas Thust, Wim Coene für Focus Series Reconstruction, Daniel Studer für ein Oscillating Knife for Ultramicrotomy
- 2007 Hiroshi Jinnai, Richard J. Spontak, Paul A. Midgley, für Novel and Quantitative Uses of Electron Tomography in the 3D Study of Nanostructured Materials
- 2009 Rafal E. Dunin-Borkowski, Takeshi Kasama, Molly R. McCartney für Electron Holography for Characterisation of Magnetic Fields in sub-100-nm-sized Materials and Devices, sowie Saori Maki-Yonekura und Koji Yonekura für Contribution Toward Elucidating the Mechanisms of Biological Macromolecular Machines by Cryo-Electron Microscopy
- 2011 Johan Verbeeck für EELS Quantification and Electron Vortex Beam, David Matronarde für A Versatile Software for Tomographic Reconstruction of Electron Microscopy Data Sets
- 2013 Peter David Nellist für Aberration-corrected Scanning Confocal Transmission Electron Microscopy, Holger Stark für Novel Strategies for the Determination of the Molecular and Near-Atomic Structure of Biological Macromolecules
- 2015 Jian-Min Zuo für seine Arbeiten auf dem Gebiet Methodische Entwicklungen im Bereich der Elektronenbeugung sowie deren Anwendungen; sowie John Briggs und Jürgen Plitzko für ihre Arbeiten auf dem Gebiet Kryo-Elektronenmikroskopie von biologischen Objekten.
- 2017 Sandra van Aert für ihre Arbeiten auf dem Gebiet Neue Techniken zur optimalen quantitativen Analyse elektronenmikroskopischer Daten, Radostin Danev für seine Arbeiten auf dem Gebiet Lochfreie Phasenplatten mit Anwendungen in der Kryo-EM
- 2019 Florent Houdellier und Claus Ropers für ihre Arbeiten auf dem Gebiet Ultraschnelle Elektronenmikroskopie
- 2021 Julia Mahamid für ihre Arbeiten auf dem Gebiet Weiterentwicklung der Elektronentomographie von Zellen und David A. Muller für seine Arbeiten auf dem Gebiet Ultrahochauflösende Elektronenmikroskopie und Spektroskopie
- 2023 Vincenzo Grillo für seine Pionierleistungen bei der Erweiterung der Grenzen in der Quantenelektronenoptik[1]